# Palácio de Charlottenburg
O Castelo Charlottenburg ou Charlotemburgo, em alemão Schloss Charlottenburg, é um antigo palácio real do Reino da Prússia, localizado no povoado de Charlottenburg, distrito berlinense de Charlottenburg-Wilmersdorf, na Alemanha. O palácio pertence à Fundação dos Palácios e Jardins Prussianos de Berlim-Brandemburgo.

## História
O palácio recebeu, inicialmente o nome de Lietzenburg, tendo sido construído no estilo barroco italiano, entre 1695 e 1699, pelo arquitecto Johann Arnold Nering por ordem de Sofia Carlota de Hanôver, a esposa do príncipe-eleitor de Brandemburgo Frederico III. Depois da coroação de Frederico como rei Frederico I da Prússia e de Sophie Charlotte como rainha, em 1701, o edifício, inicialmente concebido como um palácio de Verão, foi magnificamente ampliado pelo arquitecto Eosander von Göthe. Depois do falecimento da sua esposa, ocorrido em 1705, Frederico deu o nome de Charlotte ao palácio e à povoação adjacente. Entre 1709 e 1712, o palácio seria, uma vez mais, ampliado, recebendo um pátio de honra, uma impressionante cúpula e uma Orangerie situada a oeste.
Para o Schloss Charlottenburg foi originalmente determinada uma Bernsteinzimmer, uma sala completamente coberta de âmbar, mais tarde conhecida como a "oitava maravilha do mundo". Esta foi desenhada pelo arquitecto e escultor Andreas Schlüter. Esta realização foi o primeiro trabalho confiado ao ambarista dinamarquês Gottfried Wolffram, provavelmente ao serviço de Frederico I desde 1701. Em 1706, a execução foi transferida para dois artistas oriundos de Danzig, atual Gdańsk, Ernst Schacht e Gottfried Turau, por o preço de Wolfframs ser considerado demasiado elevado. A decoração designada para esta sala permaneceu desconhecida durante muito tempo – actualmente é tido o damasco vermelho como seguro. Em 1712 o trabalho ainda era mencionado, no entanto a obra em Charlottenburg nunca seria concluída. Partes da cobertura mural em âmbar foram levadas para o Berliner Stadtschloss, onde foram instaladas num gabinete adjacente ao Salão Branco. Em 1716, a Bernsteinzimmer foi oferecida por Frederico Guilherme I ao czar russo Pedro o Grande, seu aliado de então, o qual, em agradecimento, lhe enviou 55 soldados da sua guarda. A sala de âmbar foi, então, instalada no Palácio de Catarina, em Tsarskoye Selo, onde ainda permanece.
Depois do falecimento de Frederico I, em 1713, o Schloss Charlottenburg teve uma existência sombria durante o reinado do seu sucessor, Frederico Guilherme I. No entanto, o seu sentido económico resistiu ao abandono total do palácio. Deste modo, as medidas de conservação necessárias não faltaram ao edifício; também as salas tinham que ser aquecidas durante a época fria, de forma que os seus "lambris e móveis não vacilassem". Além disso, Frederico Guilherme I sabia como usar o palácio exclusivamente para fins oficiais e de representação. Aqui, foi concluído com Jorge I da Grã-Bretanha o "Contrato de Charlottenburg", em 1725, o qual protegia a longo prazo os títulos hereditários  da Casa de Brandenburgo sobre Jülich-Kleve. Nesta época, houve igualmente dias festivos na vida do palácio, como aconteceu quando Augusto de Saxe, Rei da Polónia, fez uma visita a Charlottenburg no Verão de 1728.
Imediatamente depois da morte de Frederico Guilherme I, ocorrida em 1740, o novo rei, Frederico II (mais tarde chamado de "o Grande" ou "velho Fritz") escolheu o Schloss Charlottenburg para sua residência. Ele sentia um grande deleite por este lugar, no qual a sua espiritual e altamente educada avó Sophie Charlotte tinha trabalhado. Assim, reservou algumas salas no andar superior da construção central (Palácio Antigo) para si próprio. Os apainelamentos executados por Friedrich Christian Glume (e totalmente perdidos durante a Segunda Guerra Mundial), foram tão desajeitados que chegaram a ser suspensas ao longo do século XIX (Frederico Guilherme IV e a sua esposa, Elisabeth Ludovika von Bayern, ocuparam estas salas mais tarde). Ao mesmo tempo, Frederico II encarregou Knobelsdorff de ampliar o palácio, ao estilo rococó, de acordo com as suas necessidades. No lugar da Orangerie oriental, planeada pelo seu pai mas nunca executada, emergiu uma nova ala (a partir da chamada época de "Knobelsdorff-Flügel"). No entanto, Frederico II acabou por perder o interesse pelo Schloss Charlottenburg, virando a sua atenção para o palácio de Sanssouci, concluído em 1747 nas proximidades de Potsdam.
O palácio adquiriu a sua presente forma durante o reinado de Frederico Guilherme II, com a conclusão, na parte ocidental, do Teatro do Palácio (transformado em depósito de móveis no final do século XIX) e da Pequena Orangerie, por Carl Gotthard Langhans. O Teatro do Palácio desempenhou um importante papel na história do teatro alemão, pois Frederico Guilherme II deu grande atenção à literatura de língua alemã, anteriormente negligenciada por Frederico o Grande. A partir de 1795 foram partilhadas com os cidadãos peças de Goethe e Lessing. Frederico Guilherme II tinha um apartamento de Inverno na "Nova Ala", localizado na parte sul do primeiro andar, e aposentos de Verão no rés-do-chão da ala norte, construído com a configuração completamente nova do classicismo inicial.
Frederico Guilherme III não procedeu a alterações importante no interior do palácio. Depois de regressar do exílio, limitou-se a redesenhar completamente o quarto de dormir de sua esposa, a rainha Luísa, projectado por Karl Friedrich Schinkel.
Durante o reinado de Frederico Guilherme IV, entre outras coisas, foram renovadas, no estilo cerimonioso do classicismo tardio e do neo-rococó, as salas do primeiro andar do Palácio Antigo (secção central), as quais passaram a constituir um novo apartamento para si e para a sua esposa, Elizabeth. Depois da morte de Frederico Guilherme IV, em 1861, a rainha Elisabeth passou a usar o Schloss Charlottenburg como residência. 
Guilherme I, Rei da Prússia e primeiro imperador da Alemanha, mostrou pouco interesse por Charlottenburg.
No chamado "ano dos três imperadores" (1888), o palácio serviu de residência ao rei Frederico III da Alemanha, o qual se encontrava em fase terminal da sua doença, durante os 99 dias do seu reinado.

## Imagens

Fachada principal
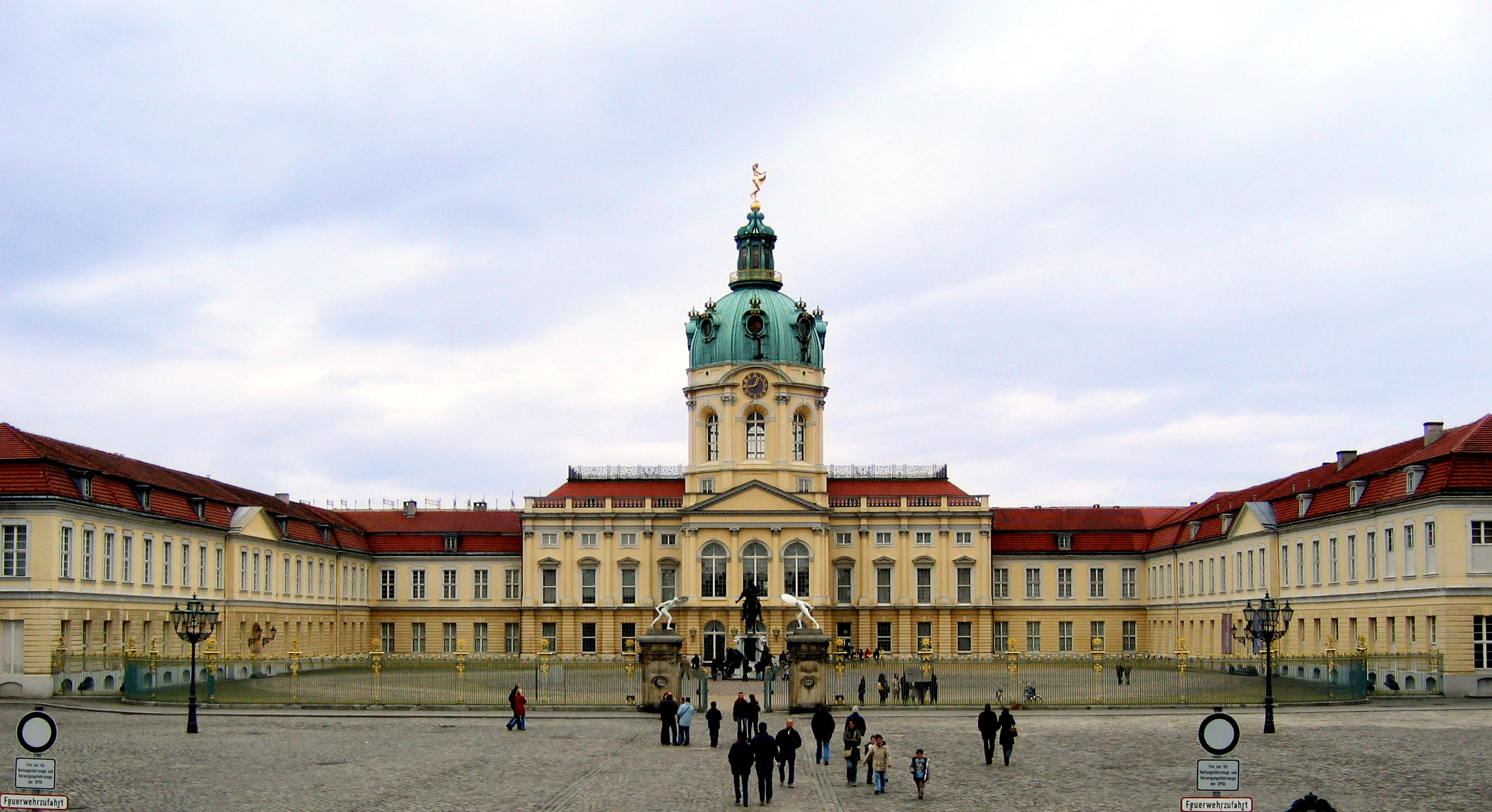
Fachada

## Os jardins
Os jardins do Schloss Charlottenburg (mais conhecidos como Schlosspark - parque do palácio) começaram por ser uns jardins barrocos à francesa, desenhados por Siméon Godeau em 1697, os quais foram convertidos, em 1788, nuns jardins paisagísticos à inglesa. A sua implementação no terreno foi realizada progressivamente. Existiram várias propostas para o jardim (incluindo três planos de Johann August Eyserbeck e vários projectos de Georg Steiner e Peter Joseph Lenné), mas a sua implementação foi apenas parcial. O primeiro a sofrer alterações foi o parterre em frente da secção central (Palácio Antigo) com uma área de relva macia –  repetidamente mudado ao longo dos tempos  – o qual foi transformado em plantações. Também os tanques de carpas, de margens rectas, e os cursos de água foram alterados. No entanto, Frederico Guilherme IV usou conscientemente o estilo geométrico no bosquete que mandou fazer por trás da orangerie barroca, da forma como ele o recordava da sua infância. Porém, o seu desenho não obedecia exactamente às condições barrocas.
Em 1788 foi construído, por Carl Gotthard Langhans, um belvedere com funções de casa de chá e, entre 1824 e 1825 o Neuer Pavillon (Novo Pavilhão), ao estilo das villas napolitanas. O Novo Pavilhão concebido por von Schinkel para Frederico Guilherme III e a sua segunda esposa, a Fürstin Liegnitz, não foi habitado em conjunto. No pós-guerra tem sido chamado de "Pavilhão Schinkel. Em 1810 foi construído o mausoléu para a Rainha Luise, a primeira esposa de Frederico Guilherme III, falecida naquele ano.
Duas outras construções de fachada –  a "Palhota Taitiana" (concebida por Ferdinand August Friedrich Voß em 1790) e a "Casa dos Anjos Gótica" no rio Spree (criada em 1788 por Carl Gotthard Langhans) – tiveram que ser reparadas devido ao seu método de construção, frequentemente aligeirado. Entre 1849 e 1850 foram reparadas uma última vez, acabando por ser demolidas, a Palhota Taitinana em 1865 e a Casa dos Anjos em 1884.
Depois das pesadas devastações sofridas durante a Segunda Guerra Mundial, a directora da "Administração dos Palácios e Jardins Estaduais de Berlim Ocidental", Margarete Kühn, mostrou-se favorável a um restauro que aproximasse os jardins à aparência dos parterres barrocos, uma vez que existem poucos desses jardins na Alemanha e nenhum em Berlim. Além disso, as borderies ornamentais feitas em 1958, não correspondiam, de forma alguma, ao seu estado original. Devido aos altos custos de conservação, a arte ornamental foi formada com a ajuda de diferentes livros de jardinagem barrocos. Também o jacto de água que actualmente se ergue na fonte do cruzamento é claramente mais elevado que o original. Apesar de múltiplas críticas a este conceito com pouco rigor histórico, o restauro empreendido em 2001 pelos "Jardins dos Monumentos Históricos de Berlim" foi fiel às criações da década de 1950, tidas igualmente como testemunho histórico a valorizar.

## Imagens
Durante a Segunda Guerra Mundial o palácio foi parcialmente destruído. Depois de 1945 foi reconstruído, servindo actualmente como museu (apartamento de Frederico II da Prússia, insígnias reais de Frederico I da Prússia e da sua esposa, Sofia Charlotte, porcelanas e numerosos quadros, nomeadamente uma importante colecção de pintura francesa do século XVIII, onde está incluído Peregrinação à ilha de Citera, de Watteau. No antigo Teatro do Palácio (Schlosstheater - situado na ala Langhans) reabriu, em 2003, depois de uma ligeira renovação, o museu da pré-história e história inicial dos Museus Estatais de Berlim. Na pequena orangerie abriu um restaurante. Separadamente, pode visitar-se a colecção de porcelanas da Real Manufactura de Porcelanas de Berlim ("Königliche Porzellan-Manufaktur Berlin" - KPM), em exibição no Belvedere, e o Novo Pavilhão. Desde 1952, a estátua equestre do príncipe-eleitor Frederico Guilherme I de Brandemburgo, obra de Andreas Schlüter (1696), encontra-se colocada no pátio de honra.

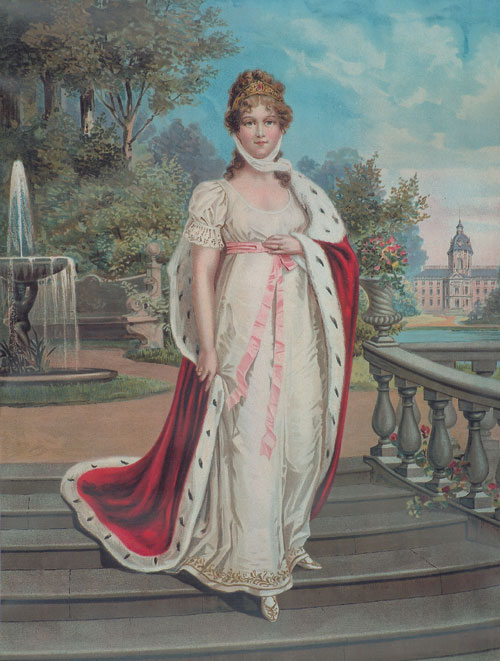
A rainha Luísa da Prússia no parque de Charlottenburg, litografia do século XIX, por Franz Krüger

Entre 2004 e o início de 2006, o Schloss Charlottenburg foi usado temporariamente como sede da Presidência da Alemanha, enquanto o Schloss Bellevue, a sua residência oficial, era renovado.
O jardim do palácio serve, desde há muito tempo, como área de lazer aos moradores das áreas densamente povoadas da adjacente Charlottenburg. Desde 2004, existe a intenção, por parte da Fundação dos Palácios e Jardins Prussianos de Berlim e Brandemburgo, de passar a cobrar uma taxa de entrada. Contra esta intenção formou-se uma iniciativa cívica que dá pelo nome de "Salve o Parque do Palácio!".
Em 2007, depois de onze anos de restauro, foram recolocadas as 20 estátuas na balaustrada do telhado, depois da recuperação do conjunto e da pintura estar concluída. As estátuas de 2 metros e meio foram erguidas, em 1970, como realizações "modernas" do barroco. Em 1996 foram colocadas inicialmente no jardim, ao lado da pequena Orangerie, devido à identificação do risco de derrocada.
No futuro, está prevista a instalação do Museu Hohenzollern, instalado actualmente nas ruínas do Schloss Monbijou, situado no centro de Berlim (Berlin-Mitte), em comparação com o actual Museu Bode.